# سمورچه پاخاکستری

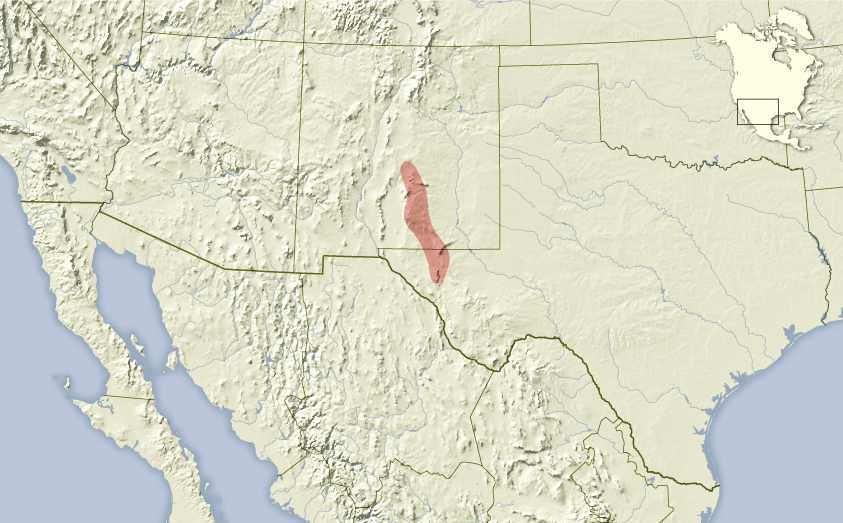

سمورچه پاخاکستری (نام علمی: Tamias canipes) نام یک گونه از سرده سمورچه است.